# Crameria nyassica
Crameria nyassica är en fjärilsart som beskrevs av Embrik Strand 1912. Crameria nyassica ingår i släktet Crameria och familjen nattflyn. Inga underarter finns listade i Catalogue of Life.